# Neudietenholz
Neudietenholz ist ein Gemeindeteil des Marktes Dietenhofen im Landkreis Ansbach (Mittelfranken, Bayern). Neudietenholz liegt in der Gemarkung Neudorf.

## Geografie
Die Einöde liegt wie die direkt benachbarte Einöde Walburgswinden am Altbach, einem linken Zufluss der Bibert. Im Nordosten liegt das Eichholz, im Südwesten das Hackenfeld. Der Ort liegt an einer Gemeindeverbindungsstraße, die nach Walburgswinden (0,2 km westlich) bzw. zur Staatsstraße 2245 (0,2 km südlich) zwischen Neudorf (1,3 km westlich) und Seubersdorf führt (3 km östlich).

## Geschichte
Der ursprüngliche Hof wurde im Jahr 1734 von Salzburger Glaubensflüchtlingen errichtet und erhielt den Namen Neudietenholz. Erhalten geblieben ist lediglich der Brunnen aus dem Jahr 1757. An der Stelle des alten Hofes wurde ein neues Wohnhaus gebaut.
Gegen Ende des 18. Jahrhunderts gab es in Neudietenholz einen Gütlein. Das Hochgericht übte das brandenburg-bayreuthische Stadtvogteiamt Markt Erlbach aus. Das Anwesen hatte das Kastenamt Dietenhofen als Grundherrn. Unter der preußischen Verwaltung (1792–1806) des Fürstentums Bayreuth erhielt die Neudietenholz die Hausnummer 20 des Ortes Neudorf. Von 1797 bis 1810 unterstand der Ort dem Justizamt Markt Erlbach und Kammeramt Neuhof.
1810 kam Neudietenholz zum Königreich Bayern. Im Rahmen des Gemeindeedikts wurde es dem 1811 gebildeten Steuerdistrikt Hirschneuses und der 1813 gebildeten Ruralgemeinde Hirschneuses zugeordnet. Mit dem Zweiten Gemeindeedikt (1818) erfolgte die Umgemeindung in die neu gebildete Ruralgemeinde Neudorf. Am 1. Januar 1972 wurde diese im Zuge der Gebietsreform in Bayern in den Markt Dietenhofen eingegliedert.

### Ehemaliges Baudenkmal
- Haus Nr. 20: zweigeschossiges Wohnstallhaus 18. Jahrhundert bzw. 1902 (Fachwerkobergeschoss); im Stichbogigen Türsturz unleserliche Inschrift. – Brunnen: Quadereinfassung mit Wulstrand, zwei sich verjüngende Sandsteinsäulen, profilierte Kämpfer, der östliche bezeichnet „1757“.[10]

### Einwohnerentwicklung
| Jahr      | 001818 | 001840 | 001861 | 001871 | 001885 | 001900 | 001925 | 001950 | 001961 | 001970 | 001987 | 002005 | 002013 |
| Einwohner | 5      | 6      | 4      | 4      | 5      | 4      | 5      | 9      | 7      | 6      | 5      | 2      | 2      |
| Häuser    | 1      | 1      |        |        | 1      | 1      | 1      | 1      | 1      |        | 1      |        |        |
| Quelle    | [ 12 ] | [ 13 ] | [ 14 ] | [ 15 ] | [ 16 ] | [ 17 ] | [ 18 ] | [ 19 ] | [ 20 ] | [ 21 ] | [ 22 ] | [ 23 ] | [ 1 ]  |

## Religion
Der Ort ist evangelisch-lutherisch geprägt und nach St. Andreas (Dietenhofen) gepfarrt. Die Einwohner römisch-katholischer Konfession sind nach St. Michael (Wilhermsdorf) gepfarrt.